# ミヤコドリ
ミヤコドリ（都鳥、学名: Haematopus ostralegus）は、チドリ目ミヤコドリ科に分類される鳥類の一種。

## 和名
「都鳥」という名の初出は『万葉集』4462番歌「舟競ふ 堀江の川の 水際に 来居つつ鳴くは 都鳥かも」（大伴家持作との推定がある）である。「都鳥」の名は、とくに『伊勢物語』の「東下り」の段に登場することでよく知られている。ただし現在は、『伊勢物語』の「都鳥」は、その叙述からカモメ科のユリカモメ Chroicocephalus ridibundus のこととするのが通説である。
中世には、カモメの仲間（ユリカモメ）とチドリの仲間（本種）に対して「都鳥」の名が用いられていた。室町時代の謡曲『隅田川』においては、都鳥は千鳥とも鴎ともいうと記される。こうした名称の混用状態から、古典文学作品に登場する「都鳥」はどちらを指すのかという問題が生じた。貝原益軒は『大和本草』において、西土（筑紫）で本種が「みやこどり」と呼ばれていることを紹介し、『伊勢物語』の「都鳥」も本種ではないかと記した。
江戸時代、江戸で文化が発展すると、隅田川と結びついた「都鳥」に対する関心も高まり、文芸・絵画や音楽で題材とされた。1815年、江戸の向島で植物園「百花園」を開設・運営していた本草家の北野鞠塢（佐原鞠塢）は『都鳥考』を著し、多くの文献を引用しながら、古典の「都鳥」はカモメ類ではなく本種であると結論づけた。ただし、『伊勢物語』に「しろき鳥」とあるのは「くろき鳥」の書き誤りであるとするなど、考証面では強引さも指摘される。
明治時代、飯島魁らによって鳥類の和名の統一が図られるが、飯島が参考にしたとみられる島津重豪編『鳥類便覧』は鞠塢の説を取り入れていたため、本種が「ミヤコドリ」とされた。1944年、熊谷三郎は『都鳥新考』を著して「都鳥」を本種とする説に反駁し、古典文学作品に登場する「都鳥」はユリカモメであるとした。
上述の通り、『伊勢物語』の「都鳥」はユリカモメとされるが、『万葉集』の「都鳥」については本種の可能性もある。同時に詠まれた歌がホトトギスの初鳴き（5月中旬頃）を題材としており、ユリカモメの北帰の時期よりも遅いことなどが挙げられるが、決め手にも欠ける。
なお、貝類にも「ミヤコドリ」の名を持つ種（Phenacolepas pulchella あるいは Cinnalepeta pulchella.「ミヤコドリガイ」とも）がある。

## 形態
体長は45cmほどで、ハトより少し大きい。くちばしと足は長くて赤い。からだの上面は黒く、胸から腹、翼に白い部分がある。

## 分布

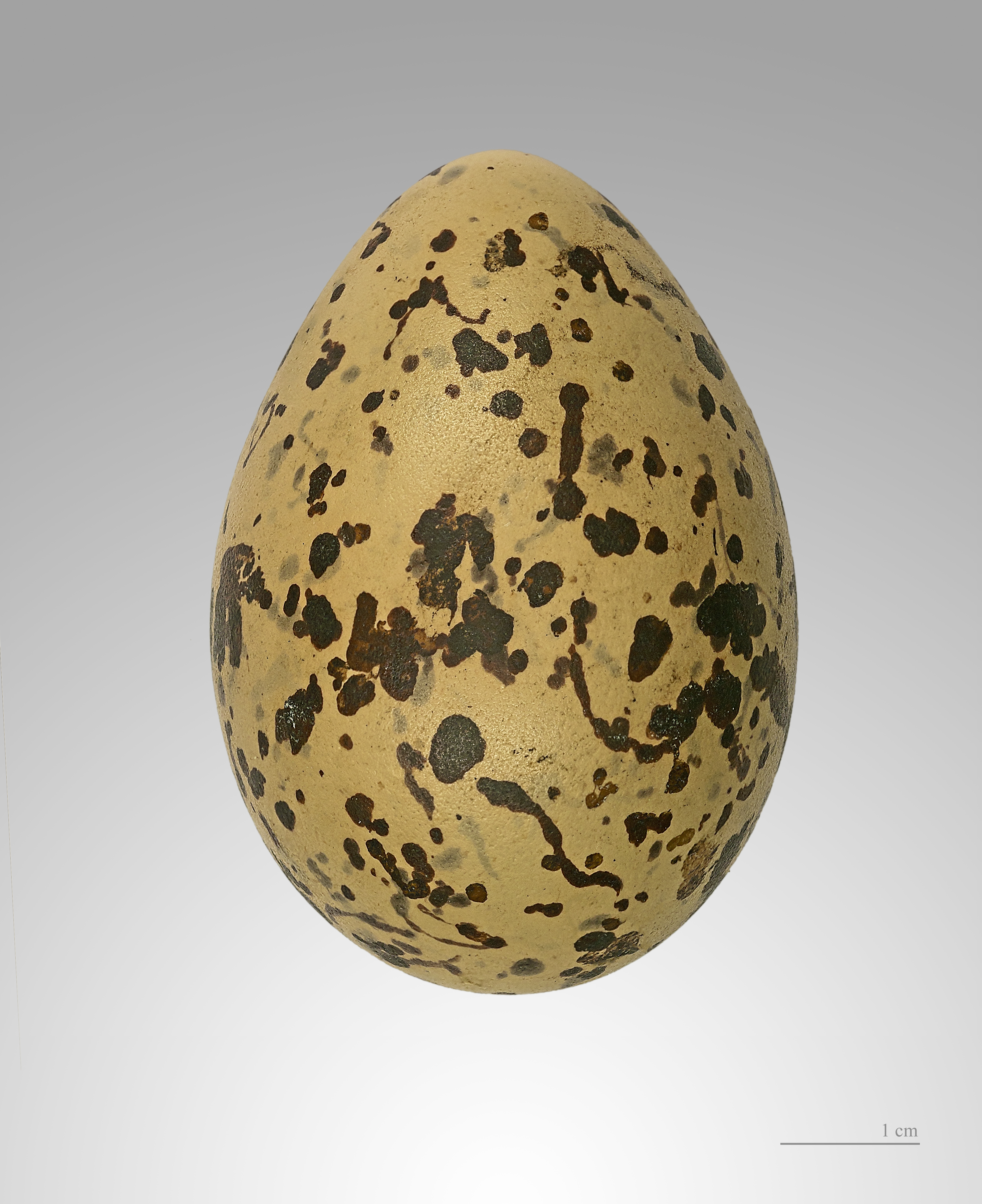
卵 (H. ostralegus) MHNT

北欧、中央アジア、沿海州、カムチャツカ半島などで繁殖し、西欧、アフリカ西岸、中東、中国南部、日本にかけての海岸で越冬する。かつて日本では旅鳥または冬鳥として主に九州に渡来していたが、近年は東京湾でも定期的に観察されるようになった。また、アイルランドの国鳥になっている。

## 生態

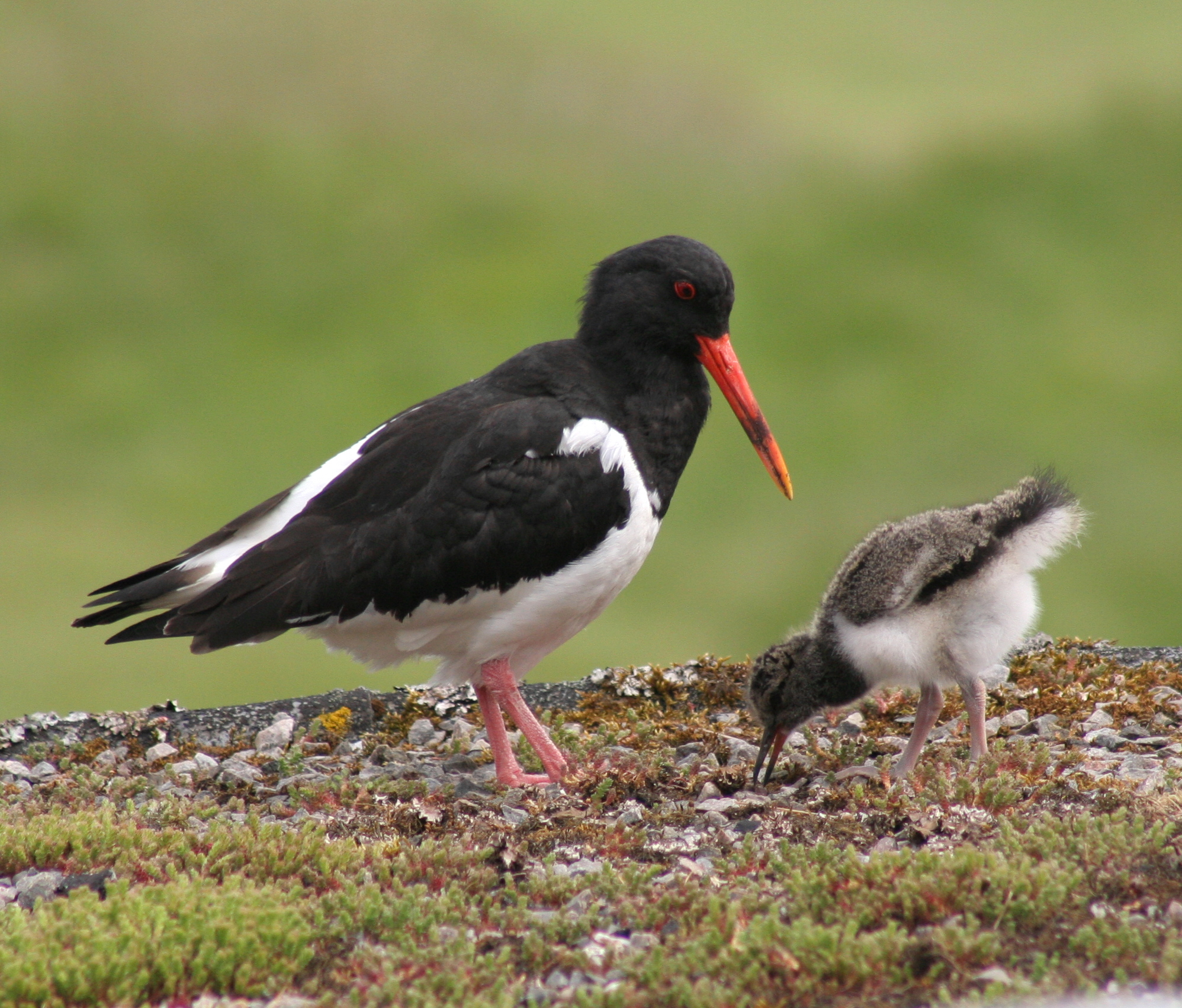
成鳥と雛

海岸で小さな群れを作ってすごすことが多い。英名の ‘Oystercatcher’ は、カキなどの二枚貝を食べる習性に由来している。くちばしは上下に平たくて先が鋭く、わずかに口を開けた二枚貝に素早くくちばしを差し込み、貝柱を切断して殻を開け、中身を食べる。ほかにカニやゴカイなども食べる。

## 亜種
3亜種に分けられる。
- H. o. ostralegus - アイスランド、スカンディナヴィア半島からヨーロッパ南部。冬季はアフリカ。
- H. o. longipes - ロシア・シベリアからカスピ海、アラル海。
- H. o. osculans - カムチャツカ半島、北朝鮮。冬季は中国東部。